# Ichneumon pectoralis
Ichneumon pectoralis är en stekelart som beskrevs av Cuvier 1833. Ichneumon pectoralis ingår i släktet Ichneumon och familjen brokparasitsteklar. Inga underarter finns listade i Catalogue of Life.